# Herbert Dreßler
Herbert Dreßler (* 24. September 1926; † 9. Februar 2010) war ein deutscher Politiker der DDR-Blockpartei CDU. Er war von 1988 bis 1990 Vorsitzender des Bezirksverbandes Dresden der CDU.

## Leben
Dreßler war nach dem Besuch der Oberschule in Leipzig als Maschinenschlosser tätig. Nach einem Studium am Berufsschullehrerinstitut in Dresden unterrichtete er von 1949 bis 1968 als Berufsschullehrer in Pirna. Im Fernstudium erwarb er 1977 den akademischen Grad eines Diplomstaatswissenschaftlers.
Dreßler wurde 1948 Mitglied der Christlich-Demokratischen Union Deutschlands (CDU) in der Sowjetischen Besatzungszone (SBZ) und übte gesellschaftliche Funktionen in der Partei, im Freien Deutschen Gewerkschaftsbund (FDGB) und in der Nationalen Front der DDR aus. Ab 1968 war er stellvertretender Vorsitzender des Bezirksverbandes Dresden der CDU und Mitglied des Bezirkssekretariats Dresden der Nationalen Front. Am 25. Januar 1988 wurde er zum Dresdner CDU-Bezirksvorsitzenden gewählt. Diese Funktion behielt er bis 1990. Auf dem Sonderparteitag der CDU in Berlin im Dezember 1989 wurde er zum Mitglied des Parteivorstandes gewählt.
Dreßler starb im Alter von 83 Jahren.

## Auszeichnungen
- Ehrentitel Verdienter Aktivist und dreimal Aktivist
- Otto-Nuschke-Ehrenzeichen in Bronze und Silber
- Verdienstmedaille der DDR
- 1978 Vaterländischer Verdienstorden in Bronze
- 1980 Ehrenmedaille der Nationalen Front